# Зінченко Петро
Петро Зінченко (1893 м. Полтава – 1944, м. Чикаго, США) — український журналіст, педагог, графік.

## Життєпис
Народився в 1893 році в Полтаві у козацькій родині. У 1911 році закінчив Полтавську гімназію.
З 1911 року вчителював. У 1915—1917 рр. служив у царській армії. Художньо-мистецькі нахили виявились, коли студіював у Київській художній академії та на режисерському відділі Музично-драматичної школи імені М. Лисенка (Київ, 1918 р.). Працював редактором та ілюстратором дитячих книжок у київських видавництвах.
З 1919 по 1941 рр. — побоюючись репресій більшовиків, виїхав на Рівненщину, де вчителював, завідував дитячими притулками.
У 1933—1939 рр. — редагував у Рівному дитячий часопис «Сонечко».
З 1941 року — редактор журналу «Орленя», та згодом, редактор часопису «Волинь».
Помилково вважався загиблим у 1944 році від рук радянського карального органу НКВС СРСР..
Перебував після війни у Швайнфурті, у таборі переміщених осіб викладав в українській гімназії. На початку 50-их емігрував до США. У Чикаго заснував власну студію та став керівником і режисером театральної студії, створеної при Осередку СУМ ім. М.Павлушкова. Помер в Чикаго у 1968 році.